# Ernesto Eugenio Filippi
Ernesto Eugenio Filippi (17. března 1879 – 23. srpna 1951) byl katolický duchovní a diplomat Svatého stolce, apoštolský delegát v Mexiku (1921–1923) a v Turecku (1923–1925) a arcibiskup Monreale (1925–1951).